# На боевой повозке Жижки (фильм, 1968)
На боевой повозке Жижки (чеш. Na Zizkove válecném voze) — чехословацкий исторический фильм, снятый режиссером Миланом Вошмиком на студии  Filmove studio Barrandov в 1968 году.

## Сюжет
Овдовевший землевладелец Тума и его домочадцы направляются на помощь городу Курим, подвергшемуся нападению папских войск.  Его сын Ондра тайно следит за своим отцом. Кастелян Миксик, ответственный за Ондру, вынужден отправиться за мальчиком. Оба попадают в плен солдатам из Кутно Горы. Миксик жертвует собой, чтоб дать Ондре шанс сбежать. По дороге Ондра встречает сироту Сулика. Два мальчика становятся друзьями и начинают вместе бродить.

## В ролях
- Йозеф Филип — Ондра
- Ян Краус — Сулик
- Франтишек Ганус — Вит Працка
- Илья Прачар — генерал Ян Жижка из Троцнова
- Владимир Раз — Тума из Колче
- Мартин Ружек — Богуслав фон Шванберг
- Франтишек Филиповски — Адам Хруст
- Франтишек Смолик — врач хирург
- Йозеф Ветровец — кастелян Миксик
- Владимир Груби — Конрад Хорнунг шпион
- Карел Смычек — Куно шпион
- Милош Вавруска — помощник Шванберга
- Йозеф Ворел — немецкий наемник
- Франтишек Михалек — курьер
- Зденек Григарек — рыцарь
- Иржи Чимицкий — горожанин
- Илона Кубаскова — истеричная женщина
- Людек Марольд — боец
- Отомар Корбелар — рассказчик (голос)

## Съемочная группа
Режиссер: Милан Вошмик.
Сценаристы: Йозеф Франтишек Карас, Ю.А. Новотный, Милан Вошмик.
Композитор: Святоплук Гавелка.
Оператор: Ян Новак
Монтажер: Мирослав Гайек
Дизайнеры по костюмам: Лида Новотна, Мари Рубасова, Блажена Севчикова.
Гримеры: Карел Конрад, Отакар Косталь, Ева Выплелова (в титрах как Фейферова).
Ассистенты режиссера: Драгомира Кралова, Елена Роханова, Элиска Войтова (в титрах Элишка).
Звукорежиссер: Милан Р. Новотны (в титрах как Милан Новотный).
Ассистенты оператора: Ладислав Хруст, Йозеф Витек, Иржи Заврел.
Дирижер симфонического оркестра: Франтишек Бельфин.
Прочие: Ян Проказка, Эрих Свабик.

## Распространение
Официальным дистрибьютером по прокату фильма является Ústřední půjčovna filmů.